# I Wayne

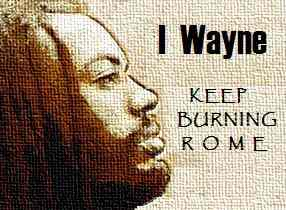

I Wayne, född Cliffroy Taylor 1980 i Portmore, Jamaica), tillhör den nya generationen av sångare och låtskrivare som inriktat sig på den på 1970-talet utvecklade samhällskritiska roots reggaen. Hans debutalbum hette Lava Ground (2005), och låtarna "Living In Love" och "Can't Satisfy Her" blev hitar i reggaekretsar. I november 2007 släpptes hans andra album, Book Of Life.
I Wayne föddes som Cliffroy Taylor i Portmore, Jamaica, där han uppfostrades av sin moster och hennes man Ansel Collins, en legendarisk keyboardmusiker som på 1960- och 1970-talet ingick i duon Dave and Ansel Collins som 1971 låg etta på topplistan i Storbritannien med låten "Double Barrel".
Dancehall är den reggaestil som dominerat reggaescenen på Jamaica sedan början av 1990-talet, eftersom denna varit mer inkomstbringande än den allvarliga roots reggaen och andra stilar. Några år in på 2000-talet kom en förändring. Flera etablerade dancehallartister övergick till roots reggae – vissa konverterade till och med till rastafari – och detta öppnade i sin tur dörren för nya, unga artister som I Wayne och Turbulence som ville uttrycka sin mening om tillståndet i Jamaica och världen. I en av dessa "conscious dancehall-låtar", som beskrivs som den nya vågen av reggae, uppmanar I Wayne oss med sin hjärtskärande röst att fortsätta bränna Rom ("Keep Burning Rome") – samma budskap som roots reggae sedan början av 1970-talet basunerar ut om "Babylon" (den förhärskande världsordningen).
I Waynes debutalbum Lava Ground hyllades i musiktidningar världen över som det album "som kommer att få reggaen att hitta tillbaka till sina grundläggande rötter", ett album som står i skarp "kontrast till" dagens "populära reggaeartister som bara levererar musik till en publik som bara vill lyssna och dansa utan att använda hjärnan eller bry sig" om någonting. I Waynes andra album, som fick namnet "Book Of Rules", släpptes i november 2007.

## Diskografi
Studioalbum
- Lava Ground (2005)[3]
  1. Life Seeds
  2. Lava Ground
  3. Rastafari Liveth
  4. More Life
  5. Bleacher
  6. Don't Worry
  7. Ma Ma And Pa Pa (tillsammans med Fire Chess)
  8. Nah Draw Nil
  9. Touch Her Softly
  10. Ready Fe Live Up
  11. Kid Artist
  12. Living In Love
  13. Conquer (tillsammans med Five Star)
  14. Can't Satisfy Her - Prelude
  15. Can't Satisfy Her
  16. Grow Proper
  17. Cool As The Breeze
  18. Keep Burning Rome (tillsammans med Harmony)

- Book Of Life (2007)
  1. Book Of Life
  2. Words Of Liberation
  3. Free The People
  4. Annihilation (tillsammans med Icoflamez)
  5. Smart Attack
  6. Life Is Easy
  7. Need Her In I Arms
  8. No Vanity Love
  9. Jealousy And Abuse (tillsammans med Lady G)
  10. Good Enough
  11. Politics And Religion
  12. No Unnecessary War
  13. Money Dem A Run Down
  14. Could A Never (tillsammans med Iniball)
  15. Dart To Them Heart (tillsammans med Deva Brat)
  16. Natural Ites (tillsammans med Iyah V)

- Life Teachings (2011)